# Bryozokalk
Bryozokalk (tidligere kaldt limsten) er en flintholdig og fossilrig type kalksten, som findes udbredt over store dele af Danmark, Slesvig-Holsten og Skåne.
Lignende typer findes fx i det sydlige Australien.

## Dannelse og sammensætning
Bryozokalken i Danmark og andre typer danienkalk er aflejret i Danien-laget i Paleocæn, hvor det globale havniveau sank. Det førte til, at aflejringen af finkornet skrivekridt blev afløst af den grovkornede bryozokalk, som i Stevns Klint på det østlige Sjælland, Sangstrup Klint på Djursland og Bulbjerg ved Vesterhavet i Thy. I Skåne ses bryozokalk i kalkbruddet i Limhamn.
Kalkstenen er hovedsageligt opbygget af skeletrester fra bryozoer, en dyregruppe som i stil med koraller lever i kratlignende kolonier på lavt vand, hvor de danner revformede banker på havbunden. Bryozokalk er netop karakteriseret ved at forekomme i sådanne bølgeformede banker, hvis opbygning fremhæves af meget markante og visse steder tykke flintlag.
Bryozodelene er ikke slidte, og bryozoerne er derfor ikke blevet flyttet med havstrømme, men antages at have levet på det sted, hvor deres skeletstumper findes i dag. Hulrummene mellem bryozostumperne udfyldes af kalkslam, som stammer fra nedbrudte kokkolitplader.

### Bryozobankerne
Bryozobankerne er ofte lidt ovale i formen og typisk 50-75 m brede og 3-6 m høje. Bankerne er asymmetriske, idet sydflankerne er stejlere (ved Stevns klint typisk 18 grader) end nordflankerne (ved Stevns klint typisk 10 grader), og med tiden er bankerne vandret mod syd.
Detaljerede undersøgelser har vist, at de samme bryozoarterer ikke levede på bankernes toppe som på deres sider og i trugene mellem bankerne. De enkelte arter har desuden de største kolonier og de tykkeste skeletter på toppen af bankerne og den øverste del af sydflankerne. Man har ment, at det var havstrømme fra syd som kontrollerede bankernes form, idet bryozoerne som filtrerede deres næring fra havvandet, voksede kraftigst mod strømmen. Samtidig dannede bryozokrattene på bankernes sydflanker ligesom et filter, der kunne opfange fine kalkpartikler i havvandet, hvilket yderligere øgede væksten og gjorde sydflankerne stejle. Bankernes nordflanker udgjorde læsiden, hvor strømhastigheden var mindre, og hvor der derfor blev tilført mindre næring. Her voksede bryozoerne langsommere, blev mindre og havde tyndere skeletter.
Der er imidlertid en række forhold, som denne tolkning ikke forklarer. På de fladere nordflanker ligger bryozoerne tættere end på de stejlere sydflanker, hvor kalken indeholder temmelig meget finkornet kalkslam. Hvis nordflankerne var læsiden, ville man forvente det modsatte. Et andet fænomen, som strider mod den traditionelle tolkning, er de mange hærdnede såkaldte krabbelag på nordflankerne. Hærdningen, som fandt sted på havbunden, tyder på kraftig strøm, manglende sedimentation og lejlighedsvis erosion, hvilket heller ikke passer med, at nordflankerne skulle være læsiden.
Langs Stevns Klint skæres bankerne mange steder af erosionsflader, der hælder mod nord. Disse flader er formentlig dannet ved meget kraftig erosion i forbindelse med dannelsen af de hærdnede lag. Ved ringe strømhastighed blev der aflejret tynde kalklag tæt pakket med bryozoer. Ved stigende strømhastighed dannedes først hærdningslag, dernæst blev lagoverfladerne eroderet lidt, men ved stærkest strøm eroderedes nordflanken kraftigt, hvorved de nordhældende erosionsflader dannedes. Noget tyder derfor på, at havstrømmene havde betydelig indflydelse på bankedannelsen, idet strømmene ikke altid kom fra syd, og også resulterede i omlejring og udvaskning af det fineste kalksediment.

## Blotninger
Bryozokalk kan ses mange steder i blotninger, hvoraf langt de fleste er danske:

### Skåne
Limhamn kalkbrud

### Sjælland
Stevns Klint, samt koldkrigsfæstningen Stevnsfortet
Faxe kalkbrud (både koralkalk og bryozokalk)
Køge å mellem Lellinge og Vemmedrup
Karlstrup kalkbrud

### Fyn
Klintholm kalkgrav

### Jylland
Karlby klint
Sangstrup klint
Mønsted kalkmine
Glatved kalkbrud
Bulbjerg, med den nu nedstyrtede Skarreklit
Thisted saltstruktur: Thisted kalkværk, Nye Kløv, Kjølbygård, Kællingedal

## Anvendelse
Bryozokalk er fra gammel tid brugt til bygningssten og til fremstilling af kalkmørtel og cement. Tidligere anvendtes mergel til jordforbedring, men i dag benyttes jordbrugskalk, som bl.a. indvindes fra bryozokalk i Thy, ved Glatved på Djursland. Bryozokalk fra Stevns bruges til papirfremstilling.
Bryozokalken udgør i Danmark et væsentligt grundvandsmagasin, og Region Hovedstaden indvinder således størstedelen af sit drikkevand fra denne kalktype.

## Tunneler m.m.
Som de andre typer af danienkalk består bryozokalken af lag med forskellig hårdhed. Dels indeholder kalken de meget hårde flintlag, dels viser kalken også stærkt vekslende hårdhed fra blød, jordagtig kalk til stærkt hærdnede lag, som kun kan sønderdeles med en hammer. Da kalken samtidig har sprækker i større eller mindre grad, er den ikke ubetinget velegnet til udgravning af tunneler og underjordiske hulrum. Der er dog i tidens løb bygget en række underjordiske anlæg i bryozokalk:
- I Mønsted Kalkgruber blev der gennem århundreder indvundet kalk, og der er i dag 60 km gange i kalkstenen

- Stevnsfortets underjordiske gangsystem blev anlagt i 1950'erne

- Citytunneln i Malmø blev boret i 2000-erne

- Sydhavnsmetroen i København, forventes åbnet 2024